# Hymenochaete agathicola
Hymenochaete agathicola är en svampart som beskrevs av Henn. 1894. Hymenochaete agathicola ingår i släktet Hymenochaete och familjen Hymenochaetaceae.   Inga underarter finns listade i Catalogue of Life.